# Niña Universo
Niña Universo es un concurso de belleza internacional en el segmento infantil fundado en 2002, que fomenta los valores y promueve el intercambio cultural entre los países participantes.
La actual Niña Universo es Ana Laura Cobo de Ecuador, quien fue coronada en Lima, Perú.

## Historia
El certamen fue fundado por César Montecé, gerente de la compañía Queen of Ecuador. La primera edición del concurso tuvo lugar el 21 de noviembre de 2002, en la ciudad de Guayaquil, Ecuador. Angélica María Betancourt, representante de Colombia, se adjudicó el título de Niña Universo 2002.
En 2014, Rodrigo Moreira, asumió la organización de Niña Universo, marca publicada en la Gaceta de Propiedad Intelectual y concedida por el  Servicio Nacional de Derechos Intelectuales (SENADI).

## Ganadoras
| # | Año  | Niña Universo                     | País / Territorio | Sede del Evento          | Ref.  |
| - | ---- | --------------------------------- | ----------------- | ------------------------ | ----- |
| 1 | 2002 | Angélica María Betancourt Llach   | Colombia          | Guayaquil, Ecuador       | [ 1 ] |
| 2 | 2007 | Mariam Habach Santucci            | Venezuela         | Guayaquil, Ecuador       | [ 4 ] |
| 3 | 2008 | María Fernanda Espinales Intriago | Ecuador           | Guayaquil, Ecuador       | [ 5 ] |
| 4 | 2014 | Gia Angelique Franceschi Alvarado | Panamá            | Ciudad de Panamá, Panamá |       |
| 5 | 2017 | Dayana Nicole Portilla Ullauri    | Ecuador           | Ciudad de Panamá, Panamá | [ 6 ] |
| 6 | 2019 | Giovana Pawell Rossiter Ribeiro   | Brasil            | Guayaquil, Ecuador       |       |
| 7 | 2024 | Ana Laura Cobo Cedeño             | Ecuador           | Lima, Perú               |       |

## Países ganadores
| País      | Títulos | Año(s)           |
| --------- | ------- | ---------------- |
| Ecuador   | 3       | 2008, 2017, 2024 |
| Colombia  | 1       | 2002             |
| Venezuela | 1       | 2007             |
| Panamá    | 1       | 2014             |
| Brasil    | 1       | 2017             |

## Concursantes Notables
- María de los Ángeles Jaramillo Ludeña, primera finalista en 'Niña Universo' 2002[1][7] fue candidata a Miss Ecuador 2014.[8][9]
- Mariam Habach Santucci, 'Niña Universo' 2007, ganó el Miss Venezuela 2015[10][11]
- Gia Franceschi Alvarado 'Niña Universo' 2014, es actriz de Televisa.[12][13]